# Parasesarma paucitorum
Parasesarma paucitorum is een krabbensoort uit de familie van de Sesarmidae. De wetenschappelijke naam van de soort is voor het eerst geldig gepubliceerd in 2008 door Rahayu & Ng.